# Guido Deiro

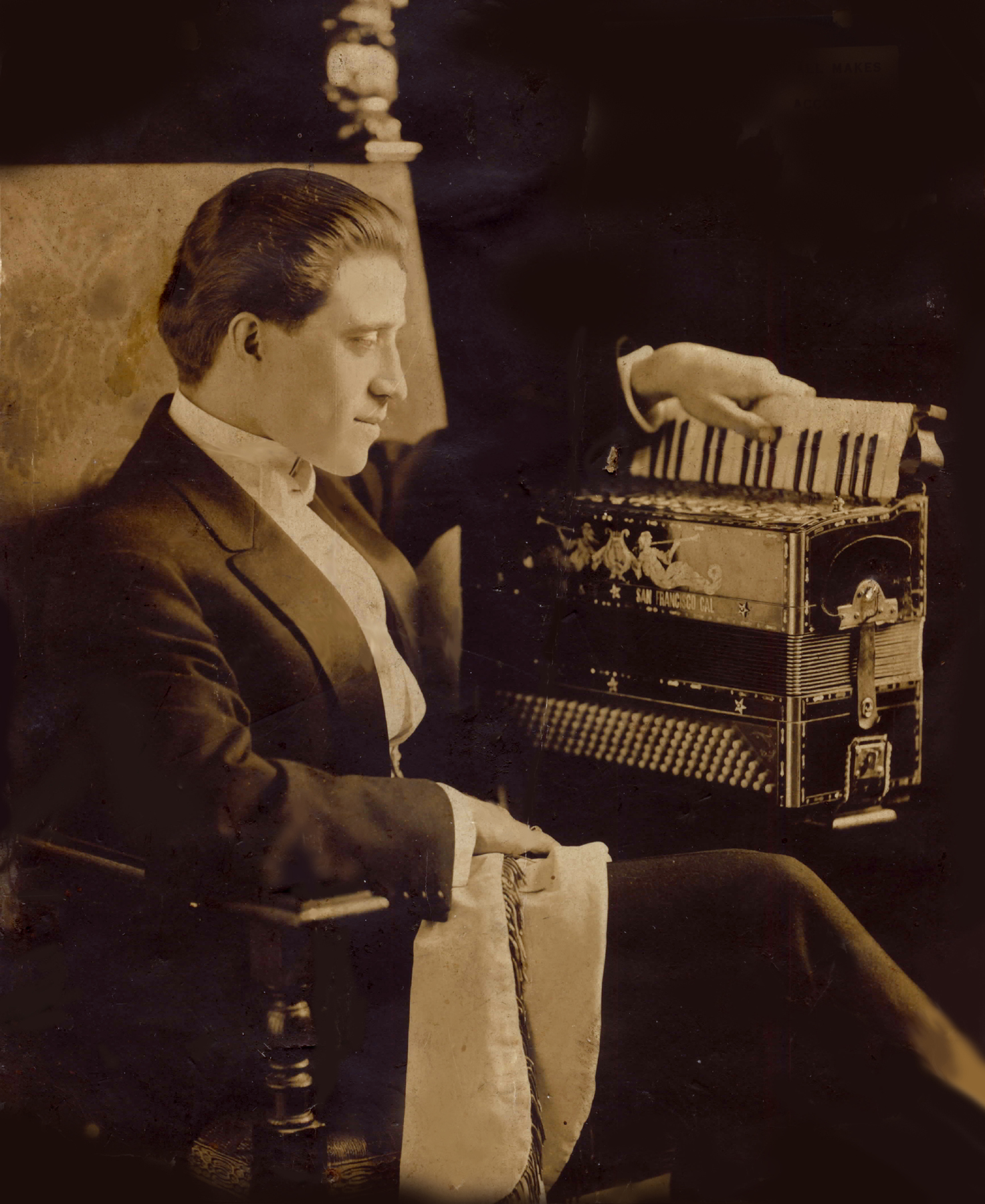
Guido Deiro

Guido Deiro, född 1 september 1886 i Salto Canavese nära Turin i Piemonte, död 26 juli 1950, var en italiensk dragspelsvirtuos. I likhet med brodern Pietro Deiro spelade han pianodragspel. 
Han började spela vid nio års ålder och betraktas som självlärd. Vid 14 års ålder framträdde han som professionell och turnerade under många år världen runt. Under 1920-talet gjorde han ett flertal skivinspelningar.